# ژان فیلیپ سابو
ژان فیلیپ سابو (انگلیسی: Jean-Philippe Sabo؛ زادهٔ ۲۶ فوریهٔ ۱۹۸۷) بازیکن فوتبال اهل فرانسه است.
از باشگاه‌هایی که در آن بازی کرده‌است می‌توان به باشگاه فوتبال آژاکسیو، باشگاه فوتبال المپیک مارسی، باشگاه فوتبال استراسبورگ، و باشگاه ورزشی مون‌پلیه اشاره کرد.